# A Star Is Born (banda sonora)
A Star Is Born es la banda sonora de la película homónima de 2018, interpretada por sus protagonistas, Lady Gaga y Bradley Cooper. Fue lanzada simultáneamente con la película el 5 de octubre de 2018 bajo la distribución de Interscope Records. El disco contiene un total de 17 canciones originales, así como una versión de «La vie en rose» y 15 diálogos. Gaga compuso y produjo la mayoría de las canciones de la banda sonora, en ocasiones recibiendo apoyo de algunos de sus colaboradores más frecuentes como Mark Ronson, DJ White Shadow y Hillary Lindsey. Por otra parte, Cooper presentó sus primeras composiciones para la banda sonora, habiendo escrito cuatro canciones en conjunto con Lukas Nelson. En líneas generales, las canciones interpretadas a dueto por Gaga y Cooper fueron mayormente temas del género country, pero los temas interpretados solo por Cooper fueron ambientados dentro del género rock, mientras que los temas de Gaga tuvieron un enfoque más pop.
La banda sonora fue bien recibida por la crítica, quienes alabaron la voz de Gaga, la cohesión entre las canciones y la variedad de géneros. En el sitio Metacritic, acumuló un total de 78 puntos sobre 100. Además de ello, el álbum fue un éxito en ventas, alcanzando el número 1 en las listas semanales de álbumes más vendidos en países como Australia, Canadá, los Estados Unidos, Nueva Zelanda, el Reino Unido, entre otros. Logró vender 1.9 millones de copias a nivel mundial en 2018 y 1.2 millones en 2019, siendo el cuarto disco más vendido de ambos años. De acuerdo con la revista Billboard, hasta junio de 2019, ha vendido 6 millones de copias mundialmente y ha acumulado más de dos mil millones de streams entre todas las plataformas.
Por otra parte, la banda sonora ganó el premio a la mejor música original en los premios BAFTA de 2018 y el premio a la Mejor Recopilación de Banda Sonora en los premios Grammy de 2020. También fue considerada por la revista Billboard como uno de los mejores álbumes lanzados en 2018. Asimismo, «Shallow», el sencillo líder, recibió un Golden Globe, un Critics' Choice, un Óscar y dos Grammys.

## Antecedentes y grabación
Después de haber sido confirmado como director y protagonista de A Star Is Born en marzo de 2015, Bradley Cooper comenzó a tomar clases de canto y meditó sobre qué tipo de música realizaría su personaje. Dicho proceso duró 2 años y medio hasta que iniciaron las grabaciones del filme a mediados de 2017. Cooper describió que la banda sonora como «una evolución, similar a una historia, la música literalmente se convirtió en un personaje dentro de la película, no hay letra que no esté directamente relacionada con las esperanzas y preocupaciones de estos personajes, ese fue nuestro objetivo desde el inicio». Tras haber visto su participación en el Desert Trip de 2016, Cooper se comunicó con el músico Lukas Nelson para buscar consejos respecto a las canciones country y rock de la banda sonora. Eventualmente, Nelson comenzó a componer música para la película por ocio, y los productores mostraron su agrado por los temas. Posteriormente, Nelson y Gaga se conocieron y empezaron a escribir juntos. Para las canciones pop, Gaga recurrió a sus colaboradores más frecuentes como Mark Ronson, Nick Monson y DJ White Shadow, con quienes había trabajado en sus álbumes Joanne (2016) y ARTPOP (2013). Asimismo, volvió a trabajar con Diane Warren y Hillary Lindsey, escritoras de «Til It Happens to You» y «Million Reasons», respectivamente.

## Recepción

### Respuesta crítica
Al igual que la película, la banda sonora de A Star Is Born recibió la aclamación por parte de la crítica. En el sitio web Metacritic, acumuló 78 puntos de 100 considerando 8 reseñas. Los usuarios del sitio también lo calificaron con 8.3 puntos de 10. El escritor Stephen Thomas Erlewine del sitio Allmusic calificó el álbum con 4 estrellas de 5 y afirmó que «todas las canciones tienen sentido narrativo por sí solas», y destacó principalmente los duetos entre Gaga y Cooper como «Shallow» y «Music to My Eyes», donde ambos «se complementan». Ben Beaumont-Thomas de The Guardian también le otorgó 4 estrellas de 5 y aseguró que la banda sonora de A Star Is Born está «llena de clásicos instantáneos», con Gaga brillante al máximo en «baladas de piano espectaculares» y «duetos desgarradores». Además de ello, destacó el tema «Hair Body Face» como un «potencial sencillo» por su «producción infecciosa» y su «letra ingeniosa». Igualmente, Brittany Spanos de Rolling Stone le dio 4 estrellas de 5 y describió los temas pop como «Look What I Found» y «Why Did You Do That?» como «divertidas» y mencionó que a pesar de su simpleza, suponen algunos de los mejores momentos en la banda sonora. Sin embargo, sostuvo que el momento más grande dentro del disco y la película es sin duda «I'll Never Love Again», que «se convierte en un clásico apenas nace».
Patrick Ryan de USA Today que con el debut de Cooper en la música, «una estrella definitivamente ha nacido». Sin embargo, destacó que es Gaga quien se lleva los mejores momentos musicales con temas como «Shallow», «Is That Alright?» y «Always Remember Us This Way». Ryan también mencionó que «I'll Never Love Again» sería un fuerte contendiente para los Premios Óscar ya que ofrece sin duda el mejor cierre, dando a Gaga su «momento Whitney Houston» con una «formidable interpretación de amor y pérdida», con la que demuestra que es «una de las mejores cantantes en este momento en cualquier género, sea pop u otro». Mark Kennedy de The Washington Post le dio una calificación perfecta de cinco estrellas y alabó la diversidad a lo largo del disco, además de mencionar que «tiene grandes posibilidades de ganar el Grammy a Álbum del Año». Neil McCormick del diario The Telegraph lo calificó con 3 estrellas de 5 y dijo que «a pesar de que el álbum es disfrutable, es bastante particular, mezclando elementos de la música americana, country, soft rock y R&B, que si fuese una lista de canciones automática de Spotify, creerías que los algoritmos se han vuelto locos porque no sabes a cuál grupo demográfico va dirigido».
Nick Reilly de NME le otorgó 4 estrellas de 5 y mencionó que el disco «está cargado de canciones emocionales que complementan perfectamente el romance», y aseguró que «es una de las mejores bandas sonoras de Hollywood en los últimos años». Matt Miller de Esquire afirmó que, aunque las canciones de Cooper son buenas en su mayoría, los verdaderos temas que resaltan dentro del álbum son las baladas de Gaga, especialmente «Always Remember Us This Way» y «I'll Never Love Again». Sin embargo, el escritor consideró que era mejor escuchar el álbum mientras se está viendo la película, puesto que en ocasiones se llega a perder la narrativa, citando como ejemplo «Why Did You Do That?», que suena muy diferente a las primeras apariciones de Gaga. Larry Fitzmaurice de Pitchfork Media le dio 7.4 puntos de 10 y coincidió con la reseña anterior, mencionando que las actuaciones de Cooper y Gaga complementan en gran medida el impacto emocional de varias canciones, mencionando el caso de «Shallow», donde «se puede sentir legítimamente la emoción y la sorpresa de Gaga en el escenario cuando interpreta a Ally». Fitzmaurice también destacó que Gaga sobresale con diferencia en la banda sonora, teniendo algunas de las mejores canciones como «Always Remember Us This Way» y «I'll Never Love Again», así como algunas de las peores como «Heal Me» y «Why Did You Do That?», pero sostuvo que con todo, la banda sonora «ofrece algunas de las canciones más efectivas y emocionantes del 2018».

### Recibimiento comercial
La banda sonora de A Star Is Born fue un éxito en ventas a nivel mundial. De acuerdo con la Federación Internacional de la Industria Fonográfica (IFPI), el álbum consiguió vender 1.9 millones de copias a nivel mundial durante el 2018, siendo el cuarto disco más vendido del año y el primero por una artista femenina. En 2019, vendió 1.2 millones de copias a nivel mundial, siendo nuevamente el cuarto disco más vendido del año. Según Billboard, hasta febrero de 2019 había vendido más de 4 millones de copias mundialmente y ha recibido más de dos mil millones de streams en las distintas plataformas. Para junio del mismo año, la cifra aumentó a 6 millones de copias.

#### América

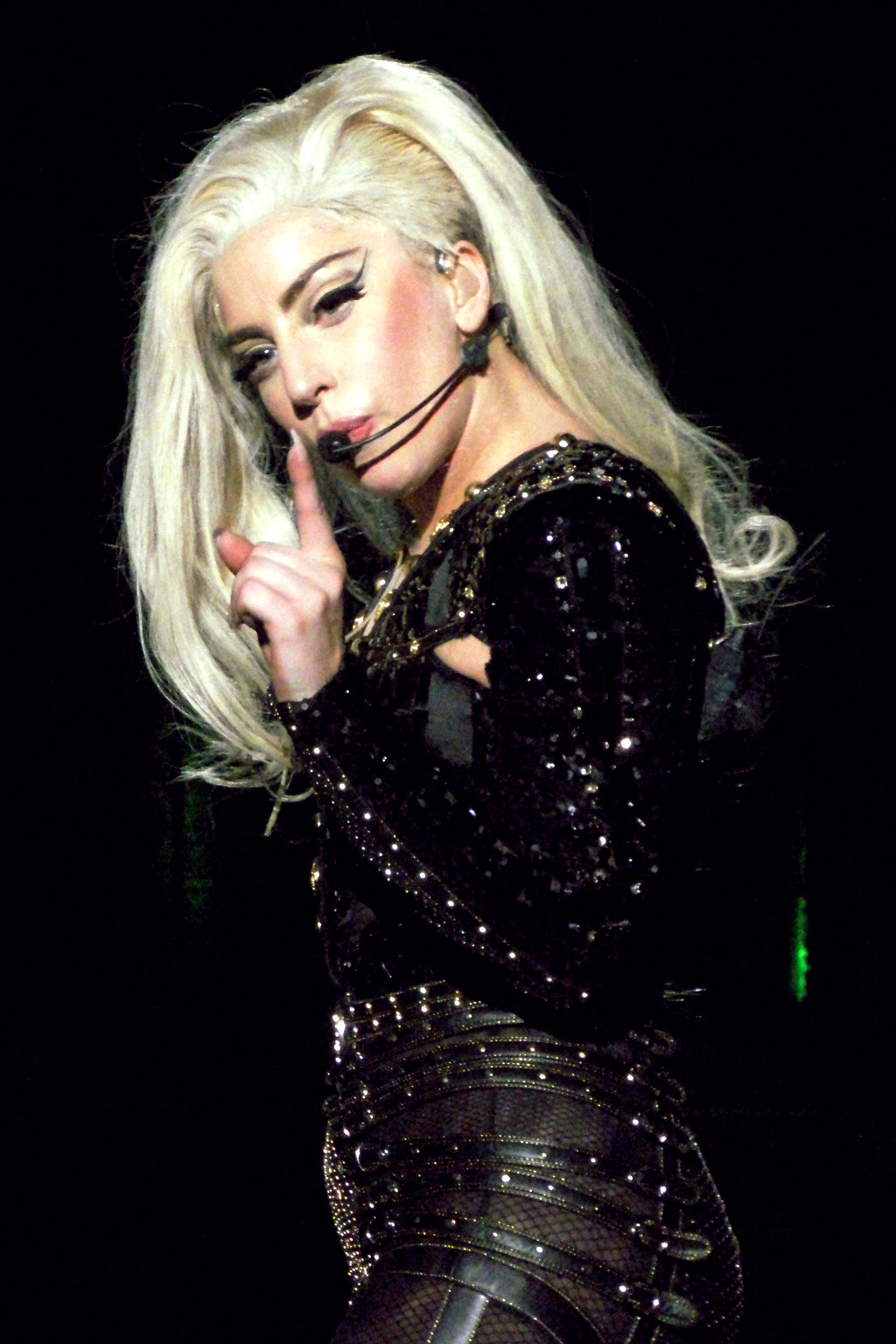
Con cuatro semanas en la cima, A Star Is Born superó a Born This Way (2011) como el álbum de Gaga con el reinado más largo en el Billboard 200.

En los Estados Unidos, la revista Billboard pronosticó que la banda sonora de A Star Is Born debutaría en la primera posición del Billboard 200 con aproximadamente 200 mil unidades. Finalmente, el álbum debutó en la cima del listado con 231 mil unidades vendidas, de las cuales, 162 mil fueron copias puras, 37 mil fueron equivalencia de streaming y 32 mil fueron equivalencia de la ventas de las canciones. Ello supuso la mejor semana en ventas por una banda sonora en el 2018, superando The Greatest Showman y Black Panther. Asimismo, marcó el quinto álbum número uno de Gaga en la década de los 2010s, con lo que se convirtió en la primera mujer de la historia en obtener cinco álbumes número uno en una misma década. También supuso el primer número uno de Cooper. En su segunda semana, se mantuvo en la primera posición con 143 mil unidades vendidas, de las cuales, 86 mil fueron copias puras. En su tercera semana, se mantuvo nuevamente en la primera posición con 109 mil unidades vendidas, de las cuales, 61 mil fueron copias puras. Con ello, A Star Is Born superó a Born This Way (2011) como el álbum de Gaga con el reinado más largo en el Billboard 200. Posteriormente, el álbum fue desplazado de la primera posición, pero se mantuvo dentro de los diez primeros del listado por los siguientes tres meses. Con todo, fue la tercera banda sonora más exitosa del 2018 en los Estados Unidos, el sexto álbum más vendido digitalmente y el trigésimo séptimo álbum más exitoso en general de ese año. Tras la 91.º entrega de los Premios Óscar, celebrada en marzo de 2019, la banda sonora regresó a la primera posición del Billboard 200 para una cuarta semana en la cima, vendiendo 128 mil unidades, de las cuales, 76 mil fueron copias puras. En junio de ese año, recibió doble disco de platino por parte de la Recording Industry Association of America (RIAA) certificando dos millones de unidades vendidas en territorio estadounidense. Hasta agosto de 2019, había vendido 1.148 millones de copias puras en los Estados Unidos, de las cuales, 444 mil correspondieron al primer semestre del 2019. Dado su buen rendimiento a lo largo del año, fue el tercer álbum más exitoso del 2019 en el país, el segundo más vendido y la banda sonora más exitosa.
Por otra parte, en Canadá, la banda sonora también debutó en la primera posición del Canadian Albums, marcando el tercer álbum número uno de Gaga y primero de Cooper. El disco estuvo once semanas no consecutivas en la cima del listado, marcando el álbum de Gaga con el reinado más largo en Canadá. Fue certificado triple platino por la Canadian Recording Industry Association (CRIA) por superar las 240 mil unidades vendidas en el país. También estuvo entre los 40 álbumes más exitosos del 2018 y fue el más exitoso del 2019. En México, el disco alcanzó la posición número tres y figuró entre los 50 álbumes más vendidos del 2018. En Argentina también ubicó el tercer puesto de su lista semanal.

#### Europa
En el Reino Unido, la banda sonora de A Star Is Born debutó en la primera posición del UK Albums Chart con 31 816 unidades vendidas en su primera semana. Ello marcó el cuarto álbum número uno de Gaga, lo que además la convirtió en la primera mujer en conseguir cuatro discos que encabezaran el listado en la década de los 2010s. Asimismo, supuso el primer número uno de Cooper. En su segunda semana, el disco descendió a la segunda posición, superado por Always in Between de Jess Glynne. Sin embargo, en su tercera semana, retornó a la cima del listado, y con «Shallow» en el primer puesto del UK Singles Chart, Gaga y Cooper lideraron ambos conteos simultáneamente, con Gaga lográndolo por tercera ocasión. Además de ello, la British Phonographic Industry (BPI) le otorgó doble disco de platino por exceder las 600 mil unidades vendidas. A Star Is Born fue el álbum femenino más exitoso y el séptimo en general del Reino Unido en 2018. El disco también debutó en la cima del listado oficial de álbumes de Irlanda, dando a Gaga su tercer número uno y a Cooper el primero. En su segunda y tercera semana, se mantuvo en la cima del conteo. Con solo tres meses en el mercado, fue el segundo álbum más exitoso del 2018 en Irlanda, solo superado por la banda sonora de The Greatest Showman.
En los países nórdicos, la banda sonora alcanzó la primera posición en Dinamarca, Islandia, Noruega y Suecia, y la quinta en Finlandia. Concretamente, en Dinamarca se mantuvo por diez semanas y fue certificado cuadrúple platino, mientras que en Noruega se mantuvo por seis semanas y también fue certificado cuadrúple platino. En los Países Bajos, ubicó el puesto tres, mientras que en Bélgica ubicó el puesto uno en la Región Flamenca y el puesto cuatro en la Región Valona. Específicamente, en Bélgica obtuvo un disco de oro por 15 mil unidades vendidas. En Alemania llegó hasta el cuarto lugar, mientras que en Austria hasta el segundo; en este último fue certificado con disco de platino por 15 mil unidades y también fue el décimo álbum más exitoso del 2018. En Suiza, ubicó el primer puesto y se mantuvo por cinco semanas, aparte de haber sido el séptimo álbum más exitoso del 2018 en dicho territorio. En Francia, alcanzó el número uno y se mantuvo por dos semanas, además de haber obtenido el disco de diamante otorgado por Syndicat National de l'Édition Phonographique (SNEP) tras superar las 500 mil unidades vendidas. También fue el vigésimo segundo álbum más exitoso del 2018 en el país. En Italia, se posicionó en el cuarto puesto de su lista semanal y recibió la certificación de doble platino por 100 mil unidades, mientras que en Polonia logró el primer puesto y disco de diamante también por 100 mil unidades. En ambos países estuvo entre los 50 álbumes más vendidos del 2018. A Star Is Born también llegó hasta el número uno en otros países de Europa como Croacia, Eslovenia, Estonia, Grecia, Portugal y la República Checa, mientras que se posicionó en el número dos de España y el once de Hungría, siendo este el único territorio donde no ingresó a los diez primeros.

#### Asia y Oceanía
El álbum consiguió llegar al primer puesto en las listas de Corea del Sur y Taiwán, mientras que en Japón solo llegó hasta el doce. En Australia, debutó en la tercera posición y se mantuvo allí durante su segunda semana. En su tercera semana, ascendió a la primera casilla, dando a Gaga su tercer número uno y a Cooper el primero. En total, se mantuvo diez semanas no consecutivas en la cima. La Australian Recording Industry Association (ARIA) lo certificó con triple disco de platino por exceder las 210 mil unidades vendidas. A Star Is Born fue el tercer álbum más exitoso en el país durante el 2018, solo superado por la banda sonora de The Greatest Showman y ÷ de Ed Sheeran. En Nueva Zelanda, debutó en la posición seis, para más tarde ascender a la tres en su segunda semana y a la cima en su tercera, dando a Gaga su tercer álbum número uno y a Cooper el primero. Tras ello, se mantuvo por dieciséis semanas consecutivas en el primer puesto. Ha sido certificado con triple disco de platino por la Recorded Music NZ (RMNZ) luego de superar las 45 mil unidades vendidas. También fue el cuarto álbum más exitoso del 2018 y el quinto de 2019 en dicho país.

### Reconocimientos
En su listado de los 50 mejores álbumes lanzados en 2018, la revista Billboard colocó a la banda sonora en la posición 21, comentando que «al igual que muchas de las mejores bandas sonoras, la música de este disco te transporta al mundo de A Star Is Born gracias a su combinación de interludios y sonidos grabados en vivo que te hacen sentir como si estuvieses otra vez en el escenario con Jack y Ally». Por otra parte, durante el 2018, el disco recibió nominaciones como Mejor Banda Sonora en las premiaciones de las asociaciones de críticos de cine de San Diego, San Luis y Detroit, ganando solo en esta última. El 10 de febrero de 2019 ganó el BAFTA a la Mejor Música Original, siendo Gaga, Cooper y Lukas Nelson los receptores del galardón. El 26 de enero de 2020, ganó el Grammy a la Mejor Recopilación de Banda Sonora.

## Promoción
Para promocionar el álbum, Interscope Records lanzó el tema «Shallow» como sencillo una semana antes del estreno de la película y el lanzamiento de la banda sonora en cuestión. La canción consiguió llegar a la primera posición en las listas de países como Australia, Austria, Dinamarca, Canadá, los Estados Unidos, Irlanda, Nueva Zelanda, el Reino Unido y Suecia. Asimismo, obtuvo variedad de discos de platino por sus altas ventas. Por otra parte, Gaga la cantó como solista durante la sexagésima primera entrega de los premios Grammy, y más tarde a dueto junto a Cooper en la nonagésima primera entrega de los premios Óscar. El tema también fue incluido en el repertorio de su residencia Lady Gaga: Enigma.
Además de «Shallow», Interscope Records también publicó como sencillos en ciertos países de Europa y Oceanía los temas «Always Remember Us This Way» y «I'll Never Love Again», los cuales tuvieron una buena recepción comercial en Australia, Francia, Italia y el Reino Unido, llegando a ingresar a sus conteos semanales y obteniendo discos de oro y platino por sus ventas.

## Lista de canciones
- Edición estándar

| A Star Is Born |                                             |                                                                            |          |  |
| N.º            | Título                                      | Escritor(es)                                                               | Duración |  |
| 1.             | «Intro»                                     |                                                                            | 0:20     |  |
| 2.             | «Black Eyes»                                | Bradley Cooper y Lukas Nelson                                              | 3:03     |  |
| 3.             | «Somewhere Over the Rainbow» (Diálogo)      |                                                                            | 0:42     |  |
| 4.             | «Fabulous French» (Diálogo)                 |                                                                            | 0:20     |  |
| 5.             | «La vie en rose»                            | Louis Guglielmi y Édith Piaf                                               | 3:27     |  |
| 6.             | «I'll Wait for You» (Diálogo)               |                                                                            | 0:19     |  |
| 7.             | «Maybe It's Time»                           | Jason Isbell                                                               | 2:40     |  |
| 8.             | «Parking Lot» (Diálogo)                     |                                                                            | 0:31     |  |
| 9.             | «Out of Time»                               | Cooper y Nelson                                                            | 2:53     |  |
| 10.            | «Alibi»                                     | Lady Gaga, Cooper y Nelson                                                 | 3:03     |  |
| 11.            | «Trust Me» (Diálogo)                        |                                                                            | 0:32     |  |
| 12.            | «Shallow»                                   | Gaga, Mark Ronson, Anthony Rossomando y Andrew Wyatt                       | 3:36     |  |
| 13.            | «First Stop, Arizona» (Diálogo)             |                                                                            | 0:11     |  |
| 14.            | «Music to My Eyes»                          | Gaga y Nelson                                                              | 3:19     |  |
| 15.            | «Diggin' My Grave»                          | Paul Kennerley                                                             | 3:57     |  |
| 16.            | «I Love You» (Diálogo)                      |                                                                            | 0:19     |  |
| 17.            | «Always Remember Us This Way»               | Gaga, Natalie Hemby, Hillary Lindsey y Lori McKenna                        | 3:30     |  |
| 18.            | «Unbelievable» (Diálogo)                    |                                                                            | 0:29     |  |
| 19.            | «How Do You Hear It?» (Diálogo)             |                                                                            | 0:14     |  |
| 20.            | «Look What I Found»                         | Gaga, Mark Nilan Jr., Nick Monson, DJ White Shadow, Nelson y Aaron Ratiere | 2:55     |  |
| 21.            | «Memphis» (Diálogo)                         |                                                                            | 0:24     |  |
| 22.            | «Heal Me»                                   | Gaga, Nilan, Monson, DJ White Shadow, Julia Michaels y Justin Tranter      | 3:17     |  |
| 23.            | «I Don't Know What Love Is»                 | Gaga y Nelson                                                              | 2:57     |  |
| 24.            | «Vows» (Diálogo)                            |                                                                            | 0:18     |  |
| 25.            | «Is That Alright?»                          | Gaga, Nilan, Monson, DJ White Shadow, Nelson y Raitiere                    | 3:11     |  |
| 26.            | «SNL» (Diálogo)                             |                                                                            | 0:13     |  |
| 27.            | «Why Did You Do That?»                      | Gaga, Diane Warren, Nilan, Monson y DJ White Shadow                        | 3:05     |  |
| 28.            | «Hair Body Face»                            | Gaga, Nilan, Monson y DJ White Shadow                                      | 3:23     |  |
| 29.            | «Scene 98» (Diálogo)                        |                                                                            | 0:35     |  |
| 30.            | «Before I Cry»                              | Gaga, Nilan, Monson y DJ White Shadow                                      | 4:19     |  |
| 31.            | «Too Far Gone»                              | Cooper y Nelson                                                            | 1:26     |  |
| 32.            | «Twelve Notes» (Diálogo)                    |                                                                            | 1:04     |  |
| 33.            | «I'll Never Love Again» (Versión del filme) | Gaga, Hemby, Lindsey y Ratiere                                             | 4:41     |  |
| 34.            | «I'll Never Love Again» (Versión extendida) | Gaga, Hemby, Lindsey y Ratiere                                             | 5:29     |  |
| 74:45          |                                             |                                                                            |          |  |

- Edición sin diálogos

| A Star Is Born |                                             |                                                                            |          |  |
| N.º            | Título                                      | Escritor(es)                                                               | Duración |  |
| 1.             | «Black Eyes»                                | Bradley Cooper y Lukas Nelson                                              | 3:03     |  |
| 2.             | «La vie en rose»                            | Louis Guglielmi y Édith Piaf                                               | 3:27     |  |
| 3.             | «Maybe It's Time»                           | Jason Isbell                                                               | 2:40     |  |
| 4.             | «Out of Time»                               | Cooper y Nelson                                                            | 2:53     |  |
| 5.             | «Alibi»                                     | Lady Gaga, Cooper y Nelson                                                 | 3:03     |  |
| 6.             | «Shallow»                                   | Gaga, Mark Ronson, Anthony Rossomando y Andrew Wyatt                       | 3:36     |  |
| 7.             | «Music to My Eyes»                          | Gaga y Nelson                                                              | 3:19     |  |
| 8.             | «Diggin' My Grave»                          | Paul Kennerley                                                             | 3:57     |  |
| 9.             | «Always Remember Us This Way»               | Gaga, Natalie Hemby, Hillary Lindsey y Lori McKenna                        | 3:30     |  |
| 10.            | «Look What I Found»                         | Gaga, Mark Nilan Jr., Nick Monson, DJ White Shadow, Nelson y Aaron Ratiere | 2:55     |  |
| 11.            | «Heal Me»                                   | Gaga, Nilan, Monson, DJ White Shadow, Julia Michaels y Justin Tranter      | 3:17     |  |
| 12.            | «I Don't Know What Love Is»                 | Gaga y Nelson                                                              | 2:57     |  |
| 13.            | «Is That Alright?»                          | Gaga, Nilan, Monson, DJ White Shadow, Nelson y Raitiere                    | 3:11     |  |
| 14.            | «Why Did You Do That?»                      | Gaga, Diane Warren, Nilan, Monson y DJ White Shadow                        | 3:05     |  |
| 15.            | «Hair Body Face»                            | Gaga, Nilan, Monson y DJ White Shadow                                      | 3:23     |  |
| 16.            | «Before I Cry»                              | Gaga, Nilan, Monson y DJ White Shadow                                      | 4:19     |  |
| 17.            | «Too Far Gone»                              | Cooper y Nelson                                                            | 1:26     |  |
| 18.            | «I'll Never Love Again» (Versión del filme) | Gaga, Hemby, Lindsey y Ratiere                                             | 4:41     |  |
| 19.            | «I'll Never Love Again» (Versión extendida) | Gaga, Hemby, Lindsey y Ratiere                                             | 5:29     |  |
| 63:36          |                                             |                                                                            |          |  |

## Posicionamiento en listas

### Semanales
| América           |                              |    |
| Argentina         | Argentina Albums Chart       | 3  |
| Canadá            | Canadian Albums              | 1  |
| Estados Unidos    | Billboard 200                | 1  |
| Estados Unidos    | Digital Albums               | 1  |
| Estados Unidos    | Top Album Sales              | 1  |
| Estados Unidos    | Soundtrack Albums            | 1  |
| México            | Top Álbumes Semanales        | 3  |
| Asia              |                              |    |
| Corea del Sur     | Korea's Gaon Album Chart     | 1  |
| Japón             | Japan Albums                 | 12 |
| Taiwán            | Taiwanese Albums Chart       | 1  |
| Europa            |                              |    |
| Alemania          | German Albums Chart          | 4  |
| Austria           | Austrian Albums Chart        | 2  |
| Bélgica (Flandes) | Ultratop 200 Albums          | 1  |
| Bélgica (Valonia) | Ultratop 200 Albums          | 4  |
| Croacia           | Croatian Top 40 Albums Chart | 1  |
| Dinamarca         | Danish Albums Chart          | 1  |
| Escocia           | Scottish Albums Chart        | 1  |
| España            | Spanish Albums Chart         | 2  |
| Estonia           | Albumid Tipp-40              | 1  |
| Finlandia         | Finnish Albums Chart         | 5  |
| Francia           | French Albums Chart          | 1  |
| Grecia            | IFPI Albums Sales Chart      | 1  |
| Hungría           | Top 40 album- lista          | 11 |
| Irlanda           | Irish Albums Chart           | 1  |
| Islandia          | Tonlist                      | 1  |
| Italia            | Italian Albums Chart         | 4  |
| Noruega           | Norwegian Albums Chart       | 1  |
| Países Bajos      | Dutch Albums Top 100         | 3  |
| Polonia           | Polish Albums Chart          | 1  |
| Portugal          | Portuguese Albums Chart      | 1  |
| Reino Unido       | UK Albums Chart              | 1  |
| República Checa   | Czech Albums Chart           | 1  |
| Suecia            | Swedish Albums Chart         | 1  |
| Suiza             | Swiss Albums Chart           | 1  |
| Oceanía           |                              |    |
| Australia         | Australian Albums Chart      | 1  |
| Nueva Zelanda     | New Zealand Albums Chart     | 1  |

### Sucesión en listas
| Predecesor: Blood Red Roses de Rod Stewart                                                                    | Scottish Albums Chart — Álbum número 1 (3 semanas) 12 de octubre de 2018 — 3 de noviembre de 2018 | Sucesor: Si de Andrea Bocelli |
| Predecesor: Politics of Living de Kodaline The Greatest Showman de Varios artistas                            | Irish Albums Chart — Álbum número 1 (11 semanas) 12 de octubre de 2018 — 30 de noviembre de 2018 7 de diciembre de 2019 — 28 de diciembre de 2018                                                                                    | Sucesor: The Greatest Showman de Varios artistas The Greatest Showman de Varios artistas                                           |
| Predecesor: Blood Red Roses de Rod Stewart Always in Between de Jess Glynne                                   | UK Albums Chart — Álbum número 1 (2 semanas) 12 de octubre de 2018 — 19 de octubre de 2018 26 de octubre de 2018 — 3 de noviembre de 2018                                                                                            | Sucesor: Always in Between de Jess Glynne Si de Andrea Bocelli                                                                     |
| Predecesor: Tha Carter V de Lil Wayne Love de Michael Bublé Christmas de Michael Bublé DNA de Backstreet Boys | Canadian Albums — Álbum número 1 (8 semanas) 14 de octubre de 2018 — 17 de noviembre de 2018 22 de diciembre de 2018 — 29 de diciembre de 2018 5 de enero de 2019 — 19 de enero de 2019 9 de febrero de 2019 — 16 de febrero de 2019 | Sucesor: Origins de Imagine Dragons Christmas de Michael Bublé Hoodie SZN de A Boogie Wit da Hoodie thank u, next de Ariana Grande |
| Predecesor: Tha Carter V de Lil Wayne                                                                         | Billboard 200 — Álbum número 1 (4 semanas) 14 de octubre de 2018 — 4 de noviembre de 2018 | Sucesor: Si de Andrea Bocelli |
| Predecesor: Tha Carter V de Lil Wayne                                                                         | Digital Albums — Álbum número 1 (2 semanas) 14 de octubre de 2018 — 30 de octubre de 2018 | Sucesor: Anthem Of The Peaceful Army de Greta Van Fleet                                                                            |
| Predecesor: Palmen aus Plastik 2 de Bonez MC & RAF Camora Mon pays c'est l'amour de Johnny Hallyday           | Swiss Albums Chart — Álbum número 1 (4 semanas) 21 de octubre de 2018 — 28 de octubre de 2018 6 de enero de 2019 — 27 de enero de 2019                                                                                               | Sucesor: Mon pays c'est l'amour de Johnny Hallyday White Garden de Anna Rossinelli                                                 |
| Predecesor: Kamizake de Eminem                                                                                | New Zealand Albums Chart — Álbum número 1 (16 semanas) 29 de octubre de 2018 — 18 de febrero de 2019 | Sucesor: thank u, next de Ariana Grande                                                                                            |
| Predecesor: Nature de Paul Kelly Bohemian Rhapsody de Queen                                                   | Australian Albums Chart — Álbum número 1 (10 semanas) 29 de octubre de 2018 — 13 de enero de 2019 17 de febrero de 2019 — 24 de febrero de 2019                                                                                      | Sucesor: Bohemian Rhapsody de Queen thank u, next de Ariana Grande                                                                 |

### Anuales
| Alemania          | German Albums Chart      | 42 |
| Australia         | Australian Albums Chart  | 3  |
| Austria           | Austrian Albums Chart    | 10 |
| Bélgica (Flandes) | Ultratop 200 Albums      | 56 |
| Bélgica (Valonia) | Ultratop 200 Albums      | 42 |
| Canadá            | Canadian Albums          | 31 |
| Corea del Sur     | Korea's Gaon Album Chart | 10 |
| Dinamarca         | Danish Albums Chart      | 76 |
| España            | Spanish Albums Chart     | 60 |
| Estados Unidos    | Billboard 200            | 37 |
| Estados Unidos    | Digital Albums           | 6  |
| Estados Unidos    | Top Album Sales          | 8  |
| Estados Unidos    | Soundtrack Albums        | 3  |
| Francia           | French Albums Chart      | 22 |
| Hungría           | Top 40 album- lista      | 54 |
| Irlanda           | Irish Albums Chart       | 2  |
| Italia            | Italian Albums Chart     | 48 |
| México            | Los Más Vendidos 2018    | 45 |
| Noruega           | Norwegian Albums Chart   | 19 |
| Nueva Zelanda     | New Zealand Albums Chart | 4  |
| Polonia           | Polish Albums Chart      | 47 |
| Reino Unido       | UK Albums Chart          | 7  |
| Suecia            | Swedish Albums Chart     | 19 |
| Suiza             | Swiss Albums Chart       | 7  |

| Alemania          | German Albums Chart      | 26 |
| Australia         | Australian Albums Chart  | 4  |
| Austria           | Austrian Albums Chart    | 12 |
| Bélgica (Flandes) | Ultratop 200 Albums      | 7  |
| Bélgica (Valonia) | Ultratop 200 Albums      | 11 |
| Canadá            | Canadian Albums          | 1  |
| Dinamarca         | Danish Albums Chart      | 1  |
| España            | Spanish Albums Chart     | 43 |
| Estados Unidos    | Billboard 200            | 3  |
| Estados Unidos    | Digital Albums           | 2  |
| Estados Unidos    | Top Album Sales          | 2  |
| Estados Unidos    | Soundtrack Albums        | 1  |
| Francia           | French Albums Chart      | 7  |
| Hungría           | Magyar Albums Chart      | 55 |
| Irlanda           | Irish Albums Chart       | 7  |
| Italia            | Top Album                | 22 |
| México            | Los Más Vendidos 2019    | 32 |
| Noruega           | Norwegian Albums Chart   | 2  |
| Nueva Zelanda     | New Zealand Albums Chart | 5  |
| Polonia           | Polish Albums Chart      | 2  |
| Reino Unido       | UK Albums Chart          | 9  |
| Suecia            | Swedish Albums Chart     | 7  |
| Suiza             | Swiss Albums Chart       | 2  |

| \| Australia \| Australian Albums Chart[126] \| 81 \| \| Bélgica (Flandes) \| Ultratop 200 Albums[127] \| 46 \| \| Bélgica (Valonia) \| Ultratop 200 Albums[128] \| 78 \| \| Canadá \| Canadian Albums[13] \| 45 \| \| Dinamarca \| Danish Albums Chart[129] \| 21 \| \| España \| Spanish Albums Chart[130] \| 71 \| \| Estados Unidos \| Billboard 200[13] \| 137 \| \| Estados Unidos \| Soundtrack Albums[13] \| 4 \| \| Francia \| French Albums Chart[131] \| 40 \| \| Italia \| Italian Albums Chart[132] \| 86 \| \| Noruega \| Norwegian Albums Chart[133] \| 13 \| \| Países Bajos \| Dutch Albums Top 100[134] \| 27 \| \| Polonia \| Polish Albums Chart[135] \| 31 \| \| Suecia \| Swedish Albums Chart[136] \| 57 \| \| Suiza \| Swiss Albums Chart[137] \| 57 \| |                         |                |
| País | Lista                   | Mejor posición |
| 2020 |                         |                |
| Australia | Australian Albums Chart | 81             |
| Bélgica (Flandes) | Ultratop 200 Albums     | 46             |
| Bélgica (Valonia) | Ultratop 200 Albums     | 78             |
| Canadá | Canadian Albums         | 45             |
| Dinamarca | Danish Albums Chart     | 21             |
| España | Spanish Albums Chart    | 71             |
| Estados Unidos | Billboard 200           | 137            |
| Estados Unidos | Soundtrack Albums       | 4              |
| Francia | French Albums Chart     | 40             |
| Italia | Italian Albums Chart    | 86             |
| Noruega | Norwegian Albums Chart  | 13             |
| Países Bajos | Dutch Albums Top 100    | 27             |
| Polonia | Polish Albums Chart     | 31             |
| Suecia | Swedish Albums Chart    | 57             |
| Suiza | Swiss Albums Chart      | 57             |

### Decenales
| Australia      | Australian Albums Chart | 46 |
| Estados Unidos | Billboard 200           | 33 |
| Noruega        | Norwegian Albums Chart  | 28 |

### Certificaciones
| Territorio     | Organismo certificador | Certificación | Ventas certificadas | Ref.    |
| -------------- | ---------------------- | ------------- | ------------------- | ------- |
| Alemania       | BVMI                   | Platino       | 200 000             | [ 140 ] |
| Australia      | ARIA                   | 3× Platino    | 210 000             | [ 74 ]  |
| Austria        | IFPI — Austria         | Platino       | 15 000              | [ 54 ]  |
| Bélgica        | BEA                    | Oro           | 30 000              | [ 52 ]  |
| Canadá         | CRIA                   | 3× Platino    | 240 000             | [ 35 ]  |
| Dinamarca      | IFPI — Dinamarca       | 5× Platino    | 100 000             | [ 49 ]  |
| España         | PROMUSICAE             | Oro           | 20 000              | [ 141 ] |
| Estados Unidos | RIAA                   | 2× Platino    | 2 000               | [ 83 ]  |
| Finlandia      | IFPI — Finlandia       | 2× Platino    | 40 000              | [ 142 ] |
| Francia        | SNEP                   | Diamante      | 500 000             | [ 59 ]  |
| Irlanda        | IRMA                   | 2× Platino    | 30 000              | [ 46 ]  |
| Italia         | FIMI                   | 3× Platino    | 150 000             | [ 62 ]  |
| Noruega        | IFPI — Noruega         | 4× Platino    | 80 000              | [ 143 ] |
| Nueva Zelanda  | RMNZ                   | 3× Platino    | 45 000              | [ 77 ]  |
| Polonia        | ZPAV                   | Diamante      | 100 000             | [ 64 ]  |
| Portugal       | AFP                    | Platino       | 15 000              | [ 144 ] |
| Reino Unido    | BPI                    | 2× Platino    | 600 000             | [ 42 ]  |
| Singapur       | RIAS                   | Platino       | 10 000              | [ 145 ] |
| Suiza          | IFPI — Suiza           | Platino       | 20 000              | [ 146 ] |

## Premios y nominaciones
Tras su lanzamiento, la banda sonora de A Star Is Born recibió gran variedad de premios y reconocimientos por parte de revistas, asociaciones de críticos y demás medios. A continuación, una lista con todos los premios y nominaciones que ha obtenido:
| Año  | Premiación                         | Categoría                          | Resultado | Ref.    |
| ---- | ---------------------------------- | ---------------------------------- | --------- | ------- |
| 2018 | Detroit Film Critics Society       | Mejor Uso de Música                | Ganador   | [ 80 ]  |
| 2018 | Hollywood Music in Media Awards    | Mejor Banda Sonora                 | Nominado  | [ 147 ] |
| 2018 | San Diego Film Critics Society     | Mejor Uso de Música en un Filme    | Nominado  | [ 148 ] |
| 2018 | St. Louis Film Critics Association | Mejor Banda Sonora                 | Nominado  | [ 149 ] |
| 2019 | American Music Awards              | Mejor Banda Sonora                 | Nominado  | [ 150 ] |
| 2019 | Billboard Music Awards             | Mejor Banda Sonora                 | Nominado  | [ 151 ] |
| 2019 | British Academy Film Awards        | Mejor Música Original              | Ganador   | [ 152 ] |
| 2020 | Grammy Awards                      | Mejor Recopilación de Banda Sonora | Ganador   | [ 81 ]  |